# Gara Barboși
Gara Barboși este o stație de cale ferată care deservește orașul Galați, România. Aceasta este situată pe traseul Magistralei CF 700 și pe cel al liniei secundare CF 704. Gara este amplasata aproape de vărsarea Siretului în Dunăre. Aceasta deservește în special pe cei din cartierele Barboși și Micro 19,20,21. Cladirea este una veche, ce necesită renovare, nefiind deocamdată inclusă într-un proces de renovare. Însă, aceasta este funcțională și are un trafic intens de călători. Trenurile care tranzitează această stație sunt aproape identice cu cele din gara Galați(exceptând trenurile Galați-Barlad și incluzând estivalul de noapte Iași-Mangalia). Aici se poate ajunge cu autobuzul 31 sau cu mașina, fiind situată pe strada Lunca Siretului, în apropierea Poligonului Auto și a Castrului Roman Tirighina-Barboși. 
Format:Lista stațiilor de pe Magistrala CFR 704